# Graniti porfirici
I graniti porfirici sono rocce della famiglia del granito a struttura granulare normale, fra microscopica e macroscopica, con a volte una netta orientazione.
Nella pasta vetrosa e microcristallina di base di queste rocce sono contenuti grossi cristalli (fenocristalli) di feldspato alcalino, formatisi in seguito a condizioni particolari di raffreddamento, oppure ad un'origine metasomatica. Il feldspato si presenta sotto forma di grandi cristalli, i quali conferiscono alla roccia la sua tessitura porfirica.